# MÁV 392.5001 sorozat
A GVT 1-4  a Felvidéki Gölnitzvölgyi Vasút Társaság (GVT) keskenynyomtávú szertartályos gőzmozdonyai voltak.
A mozdonyokat a Haagans erfurti gyára szállította 1884-ben. A Gölnicvölgyi Vasúttársaság a Kassa Oderbergi Vasúthoz  (KsOd) tartozott, de a KsOd – a normál nyomtávú mozdonyokkal ellentétben nem adott a gépeknek saját pályaszámot. A KsOd 1924-es államosítása után a ČSD új pályaszámokat adott a mozdonyoknak: U36.001-004. 1935-ben a vasút egy szakaszát átépítették normál nyomtávúra, így a mozdonyok egy része feleslegessé vált. Az U36.001 Selmecbányára került, majd 1938-ban Diósgyőrbe, ahol 1950-ig dolgozott. Közben MÁV 392.5001 pályaszámot kapott.
Az U36.1004  a Kassai Úttörővasúthoz került, ahol 1961-ig dolgozott.
A másik két mozdony a pálya 1965-ös bezárásáig üzemelt. Az U36.003 a selejtezés után múzeumi védettséget kapott, és egy mozdonylerakatban tárolták. 1990-ben felújították és most a Kassai Gyermekvasúton szolgál „Katka” néven.

## Fordítás
- Ez a szócikk részben vagy egészben  a   GVT 1 bis 4 című német Wikipédia-szócikk fordításán alapul.  Az eredeti cikk szerkesztőit annak laptörténete sorolja fel. Ez a jelzés csupán a megfogalmazás eredetét és a szerzői jogokat jelzi, nem szolgál a cikkben szereplő információk forrásmegjelöléseként.